# Schismatogobius vanuatuensis
Schismatogobius vanuatuensis es una especie de pez de la familia de los Gobiidae en el orden de los Perciformes.

## Morfología
- Las  hembras pueden alcanzar 3,99  cm de longitud total.[1]

## Hábitat
Es un pez de agua dulce, de clima tropical y bentopelágico que vive entre 0-3 m de profundidad.

## Distribución geográfica
Se encuentra en Vanuatu en Oceanía. 

## Observaciones
Es inofensivo para los humanos. 